# برنده (فیلم ۱۹۹۶ آمریکایی)
برنده (به انگلیسی: The Winner) فیلمی محصول سال ۱۹۹۶ و به کارگردانی الکس کاکس است. در این فیلم بازیگرانی همچون ربکا د مورنی، وینسنت دن آفریو، دلروی لیندو، مایکل مدسن، بیلی باب تورنتون، ریچارد ادسون و فرانک ویلی ایفای نقش کرده‌اند.